# Hayes Alan Jenkins
Hayes Alan Jenkins (* 23. März 1933 in Akron, Ohio) ist ein ehemaliger US-amerikanischer Eiskunstläufer, der im Einzellauf startete. Er ist Olympiasieger im Eiskunstlaufen von 1956 und war Weltmeister von 1953 bis 1956.
Hayes Alan Jenkins dominierte in den vier Jahren von 1953 bis 1956 die Herrenkonkurrenz im Eiskunstlauf und trat damit die Nachfolge seines Landsmanns Richard Button an. In diesen Jahren blieb er ungeschlagen, wurde viermal hintereinander US-amerikanischer Meister und gewann viermal in Folge die Weltmeisterschaft im Eiskunstlauf, 1953 und 1954 vor seinem Landsmann James Grogan und 1955 und 1956 vor Landsmann Ronald Robertson. Bei den Olympischen Spielen 1956 holte er die Goldmedaille. Nach seinem Karriereende löste ihn sein Bruder David sowohl als Weltmeister wie auch als Olympiasieger ab.
Jenkins studierte Jura in Harvard und wurde Anwalt für den Reifenhersteller Goodyear. Er heiratete die Olympiasiegerin und Eiskunstlauf-Weltmeisterin Carol Heiss.

## Ergebnisse
| Wettbewerb / Jahr                | 1949 | 1950 | 1951 | 1952 | 1953 | 1954 | 1955 | 1956 |
| -------------------------------- | ---- | ---- | ---- | ---- | ---- | ---- | ---- | ---- |
| Olympische Winterspiele          |      |      |      | 4.   |      |      |      | 1.   |
| Weltmeisterschaften              | 6.   | 3.   | 4.   | 3.   | 1.   | 1.   | 1.   | 1.   |
| US-amerikanische Meisterschaften | 3.   | 2.   | 3.   | 3.   | 1.   | 1.   | 1.   | 1.   |